# جک جیاراپوتو
جک جیاراپوتو (انگلیسی: Jack Giarraputo؛ زادهٔ ۱ ژانویهٔ ۲۰۰۰) یک تهیه‌کننده اهل ایالات متحده آمریکا است.

## فیلم شناسی
- چاقالوها
- آبدارچی
- ۵۰ قرار اول
- 8 شب احمقانه
- آقای دیدز
- نیکی کوچولو (نامزد زرشک طلایی)
- دیکی رابرتز: Former Child Star
- Deuce Bigalow: European Gigolo
- کلیک (فیلم ۲۰۰۶)
- نیمکت نشین ها
- Strange Wilderness
- Big Daddy (نامزد زرشک طلایی)
- اکنون شما را چاک و لری اعلام می‌کنم (نامزد زرشک طلایی)
- داستان‌های زمان خواب (فیلم ۲۰۰۸)
- آدم‌های بامزه[۱]
- اون پسر منه
- فقط باهاش کنار بیا
- باکی لارسون: تولد برای ستاره بودن
- بزرگ‌شده‌ها
- بزرگ‌شده‌ها ۲
- مخلوط (فیلم)